# Kellie Waymire
Pour les articles homonymes, voir Waymire.
Kellie Suzanne Waymire, née le 27 juillet 1967 à Columbus (Ohio) et morte le 13 novembre 2003 à Los Angeles (Californie), est une actrice américaine. Elle est surtout connue pour son rôle d’Elizabeth Cutler dans la première saison de la série télévisée Star Trek : Enterprise.

## Biographie
Étudiante, elle fréquente l'Université méthodiste du Sud (où elle obtient le Greer Garson Award), diplômée du Bachelor of Fine Arts in Theater et ensuite d’un master Fine Arts à l’Université de Californie à San Diego en 1993.
Mis à part son rôle le plus connu dans Star Trek : Enterprise, elle apparaît également dans les séries Wolf Lake (2001) et The Pitts (2003). On la voit aussi, en tant qu’invitée dans Star Trek : Voyager, Six Feet Under, Les Experts, New York Police Blues, Wonderfalls, Seinfeld, Friends, X-Files : Aux frontières du réel et Everwood. Elle fait une apparition dans le rôle de Jane dans le film La Carte du cœur en 1999.
Elle meurt brusquement, à son domicile, le 13 novembre 2003 à l’âge de 36 ans d'un arrêt cardiaque à la suite de troubles de la conduction cardiaque à Los Angeles en Californie.
Kellie Waymire est une descendante du patriote de la guerre d’indépendance John Rudolph Waymire.